# 波拉納山

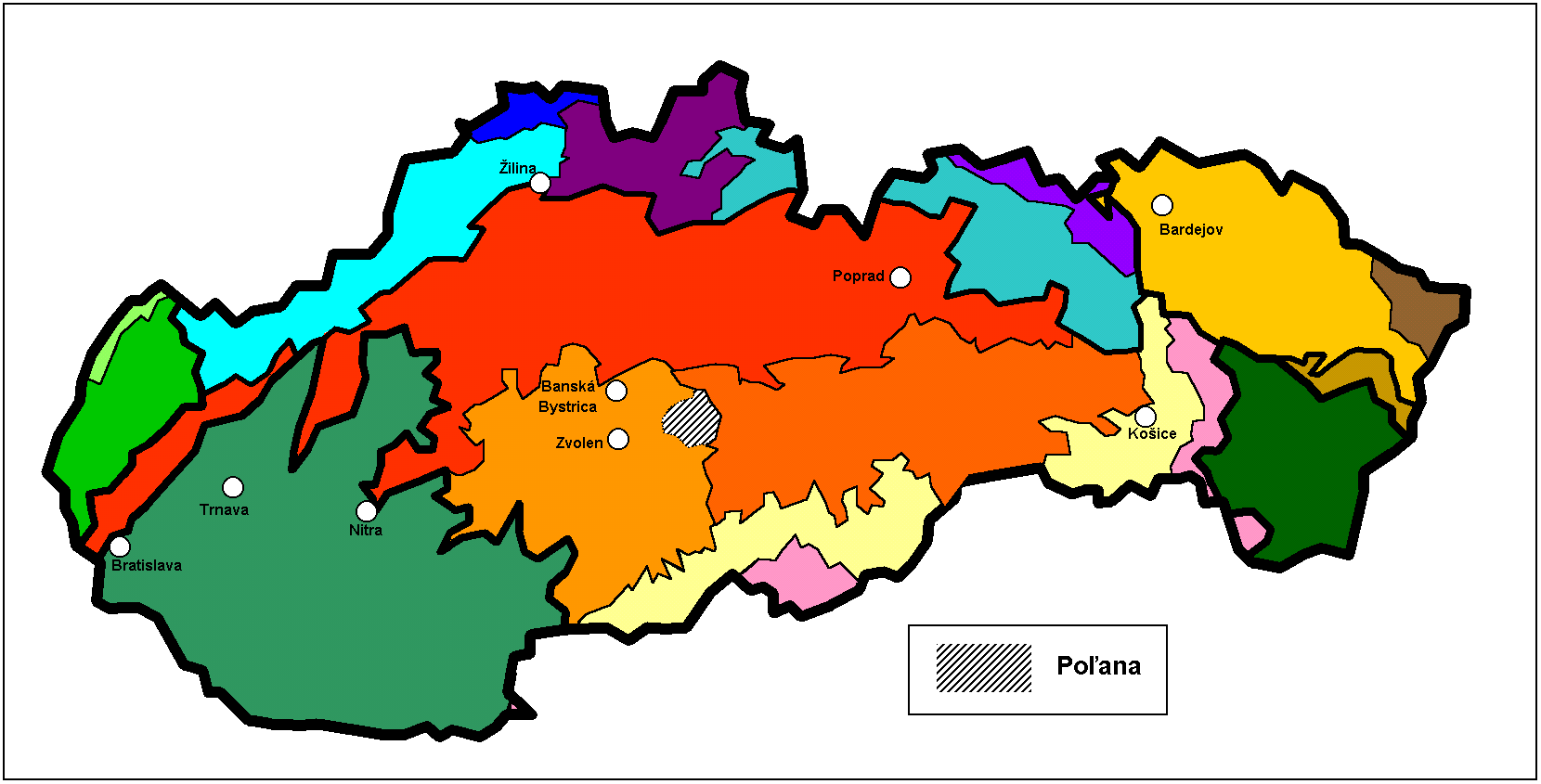

波拉納山是斯洛伐克的山脈，位於該國中部，面積183平方公里，最高點是海拔高度1,458米的死火山，是斯拉蒂納河的發源地，該山脈自1981年被劃入保護區範圍。
48°37′59″N 19°28′01″E / 48.633°N 19.467°E